# Trisong Detsen
Trisong Detsen (em tibetano: ཁྲི་སྲོང་ལྡེ་བཙན, Wylie: khri srong lde btsan, 742 – 797 ), foi imperador do Império Tibetano entre 755 e 794 . Trisong Detsen foi o segundo dos Três Reis do Dharma do Tibete, desempenhando um papel fundamental na introdução do Budismo na região e no estabelecimento da Nyingma ou escola "Antiga" do Budismo tibetano.

## Antecedentes
O império herdado por Trisong Detsen tinha declinado desde sua maior extensão sob o primeiro Rei Dharma, Songtsen Gampo. A desintegração continuou quando, em 694, o Tibete perdeu o controle de várias cidades no Turquestão e, em 703, o Nepal entrou em rebelião. Enquanto isso, as forças árabes disputavam a influência ao longo das terras da fronteira ocidental do império tibetano.

## Seu reinado
O imperador Trisong Detsen assumiu o poder aos treze anos em 755, quando seu pai Tride Tsuktsen foi assassinado em uma revolta no palácio patrocinada por dois ministros.  Ele teve um filho em 760, mas nem o nome da criança, nem o nome de sua mãe foram registrados. De acordo com outros documentos oficiais, Trisong foi casado com Magyal Dongkar do clã Tsepong. Magyal deu à luz dois dos filhos de Trisong, Muné Tsenpo e Desong Tsenpo. Trigson, entretanto, também se casou outras vezes. Suas outras consortes foram Lhamotsen do Clã Chim, Tsogyal de Kharchen, Trigyal Mangmotsen do Clã Dro e Gyalmotsun do Clã Phoyong. 
Trisong governou o império por um período de mais de quarenta anos. Reorganizou a administração e a legislação do Estado. Seu maior feito, entretanto, foi a adoção do budismo como religião oficial na década de 780. Uma versão resumida do edital foi gravada em um pilar de pedra que ainda pode ser visto em Samye, o primeiro mosteiro tibetano. 
Para evitar que ocorressem situações como as que causaram o assassinato de seu pai. Trisong trouxe da Índia o grande mestre Padma Sambhava (Guru Rinpoche), que viabilizou através de um sincretismo com as antigas práticas xamânicas, e de culto a deuses locais. . O que levou a que Trisong fosse considerado um arquirrival para o Culto Bön. 

## Conquistas militares
Em 763, Trisong enviou um exército de 200.000 homens para a fronteira com  os Tang, derrotando as forças de lá e então continuando a tomar Changan, a capital Tang, forçando o imperador Daizong a fugir da capital.  Em 783, um tratado de paz foi negociado entre a China e o Tibete, dando ao Tibete todas as terras da atual Chingai. O Império Tang declinou muito devido à Rebelião de An Lushuan, que foi finalmente reprimida em 763. 
Trisong também formou uma aliança com Nanchao em 778, juntando forças para atacar os chineses em Sichuan. Em seguida, Trisong procurou expandir-se para o oeste, alcançando o rio Amu Dária e ameaçando o califa Abássida, Harune Arraxide. Harume então procurou estabelecer uma aliança com os Tang, isso forçou Trisong a tirar a pressão de seus oponentes chineses no leste e no norte e concentrar os combates contra os árabes no oeste até o final de seu governo em 797. 

## Aposentadoria, morte e sucessão
Em 797 Trisong retirou-se para viver no palácio de Zungkar e entregou o poder a seu segundo filho, Muné Tsenpo, seu primogênito Mutri Tsenpo tinha falecido precocemente. A partir deste ponto, há muita confusão nas várias fontes históricas. Parece que houve uma luta pela sucessão após a morte de Trisong. Não está claro quando Trisong Detsen morreu, ou por quanto tempo Muné Tsenpo reinou. no Testamento de Ba (dba' bzhed), um texto histórico tibetano que pode remontar ao século IX, afirma que Muné Tsenpo insistiu que o funeral de seu pai fosse realizado de acordo com os ritos budistas em vez dos tradicionais. 
Algumas fontes afirmam que Mune Tsenpo foi envenenado por sua mãe, que tinha ciúmes de sua bela esposa. 
Seja qual for o caso, tanto o Livro Antigo de Tang quanto as fontes tibetanas concordam que, uma vez que Mune Tsenpo não tinha herdeiros, o poder passou para seu irmão mais novo, Tride Songtsen (também conhecido como Sadnalegs), que ascendeu ao trono em 804.   
Outro irmão, Mutik Tsenpo, aparentemente não foi considerado para o cargo porque ele havia anteriormente assassinado um ministro sênior e havia sido banido para Lhodak Kharchu, perto da fronteira com o Butão.   